# CARDNET
CARDNET（カードネット）は、ジェーシービー子会社の日本カードネットワークが運営する主にクレジットカードを中心とした共同利用型のオンラインシステムである。1995年にサービスを開始した。

## 概要
クレジットカード会社と加盟店間をオンライン回線で結んで、利用限度額やカードが不正使用されていないか等の有効性のチェックを行う。加盟店はCARDNETを通じてJET-S（信用照会端末）から利用されたカード会社のホストコンピュータにアクセスしている。

## 同業他社
- CAFIS - NTTデータ